# بروس کرافورد (بازیکن فوتبال)
بروس کرافورد (انگلیسی: Bruce Crawford؛ زادهٔ ۱۰ اکتبر ۱۹۳۸) بازیکن فوتبال اهل بریتانیا است.
از باشگاه‌هایی که در آن بازی کرده‌است می‌توان به باشگاه فوتبال ترانمره راورز و باشگاه فوتبال بلکپول اشاره کرد.